# Evgeny Agrest
Evgeny Agrest (* 15. August 1966 in Wizebsk) ist ein schwedischer Schachspieler mit Wurzeln in Belarus.

## Leben
Agrest zog Mitte der 1980er Jahre von Belarus nach Leningrad, wo er Ökonomie studierte. Nach dem Zusammenbruch der Sowjetunion ließ er sich 1994 gemeinsam mit seiner Frau Swetlana (* 1966), die den Internationalen Meistertitel der Damen (WIM) trägt, in Stockholm nieder. Seit 1997 ist er für den schwedischen Schachverband spielberechtigt. Das Ehepaar hat drei Kinder. Tochter Inna (* 1991) gewann 2003 die schwedische Meisterschaft U13, war 2009 Dritte bei der U18-Europameisterschaft der weiblichen Jugend und ist seit 2009 WIM.

## Schachkarriere

### Einzelerfolge
Agrest erhielt von der FIDE 1997 den Großmeistertitel verliehen.
Er war für einige Jahre bester schwedischer Spieler vor Ulf Andersson. Agrest gewann viermal die schwedische (1998, 2001, 2003 und 2004) und dreimal (2001, 2003 und 2005) die nordische Einzelmeisterschaft.

### Mannschaftsschach

#### Nationalmannschaft
Für Schweden nahm er achtmal an Schacholympiaden teil, und zwar ununterbrochen von 1998 bis 2010 sowie bei der Schacholympiade 2014. Von 1999 bis 2007 nahm er an allen fünf Mannschaftseuropameisterschaften teil.

#### Vereinsschach
In der schwedischen Elitserien spielt Agrest von 1998 bis 2009 für den Sollentuna SK, von der Saison 2009/10 bis zur Saison 2017/18 spielte er für das Team Viking (das zunächst eine Spielgemeinschaft des Sollentuna SK mit dem Täby SK war, aber inzwischen als SK Team Viking ein eigenständiger Verein ist) und wurde 1999, 2000, 2002, 2003, 2006, 2007, 2010, 2012, 2015 und 2017 schwedischer Mannschaftsmeister. In der Saison 2018/19 spielt er für die Alingsås Schacksällskap. In der deutschen Schachbundesliga spielte Agrest in der Saison 2003/04 bei der Bremer Schachgesellschaft von 1877, in der österreichischen Staatsliga spielte er in der Saison 2000/01 beim Meister Merkur Graz. In Frankreich spielte Agrest bis 2006 bei Echiquier Niçois, in der polnischen Mannschaftsmeisterschaft gehörte er von 1990 bis 1992 BBTS Włókniarz Bielsko-Biała an und wurde mit diesem 1990 polnischer Mannschaftsmeister. In der norwegischen Eliteserien war er in der Saison 2014/15 für den Stavanger Sjakklub gemeldet, kam aber nicht zum Einsatz.
Agrest nahm achtmal am European Club Cup teil, nämlich 1997 für Merkur Graz, 1999, 2002, 2006, 2007, 2010, 2012 und 2014 für den SK Sollentuna beziehungsweise das Team Viking.

## Veröffentlichungen
- Evgeny Agrest; Alexandar Deltschew: The Safest Grünfeld. Chess Stars Publishing, Sofia 2011, ISBN 978-954-8782-81-4.